# Christian Vietoris

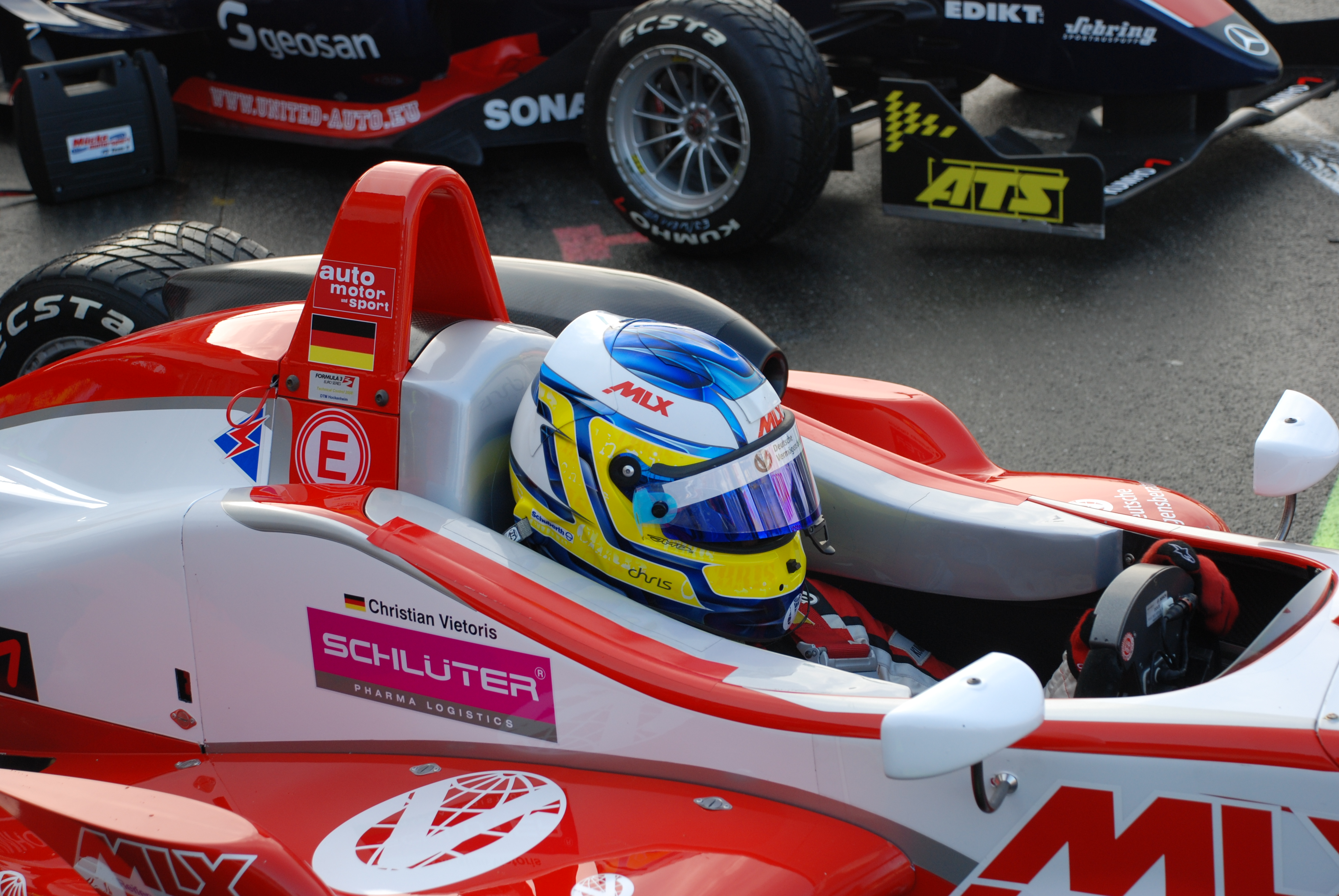
Christian Vietoris i Formel 3, 2008.

Christian Vietoris, född den 1 april 1989 är en tysk racerförare.

## Racingkarriär
Vietoris har nått sensationella resultat under sin karriär i lägre serier. Han vann Tyska formel BMW 2006, och gick senare vidare till A1GP, där han vann det andra heatet i Nya Zeeland. Till 2008 gick han till Mücke Motorsport och F3 Euroseries.